# Club Deportivo Godoy Cruz Antonio Tomba
Il Club Deportivo Godoy Cruz Antonio Tomba è una società calcistica argentina. Il club è stato fondato il 21 giugno del 1921 con il nome di Sportivo Godoy Cruz. Solamente nel 1930 ha assunto l'attuale nominazione dopo la fusione con l'altro club della zona, il Deportivo Bodega Antonio Tomba.
Ha raggiunto per la prima volta la Primera División Argentina nel 2006, ma è stato nuovamente retrocesso alla fine della stagione. Nel 2007 ha ottenuto nuovamente la promozione, arrivando 2º nel campionato Primera B Nacional.
I soprannomi "el Tomba" e "el Bodeguero" fanno riferimento all'attività vinicola che sponsorizzava il Deportivo Bodega Antonio Tomba, uno dei club da cui è poi nato il Godoy Cruz nel 1921. L'altro soprannome, "El Expreso", rimanda alla linea ferroviaria che passa nei pressi dello stadio della squadra.

## Storia
La fondazione del Godoy Cruz risale al 21 giugno 1921 sotto il nome di Club Sportivo Godoy Cruz, per poi cambiare nel nome attuale il 25 aprile 1930 dopo la fusione con il Deportivo Bodega Antonio Tomba. Lo stadio "Feliciano Gambarte" venne costruito nel 1959, il cui soprannome è La Bodega (in spagnolo "la cantina"); la sua capienza è di 14.000 posti.
Per molti anni il Godoy Cruz ha disputato i campionati inferiori, vincendo il campionato della regione di Mendoza sei volte nel periodo compreso fra il 1944 e il 1968. Soltanto alla fine degli anni '80 è riuscito a salire alla ribalta del calcio argentino, vincendo il titolo del 1990: questo successo consentì al Tomba di aggregarsi al Torneo del Interior, di livello nazionale.
Nel 1994 è arrivata la vittoria dell'Interior che ha permesso al Godoy Cruz di salire ancora di uno scalino nel sistema calcistico argentino, approdando alla Primera B Nacional. Ma la promozione in Primera División è arrivata soltanto più di dieci anni dopo, quando nel 2006 il Godoy Cruz è riuscito a battere il Nueva Chicago nella finale promozione (dopo essere arrivato in prima posizione in classifica).
A segnare il primo gol in Primera División per il Godoy Cruz è stato il ventenne Enzo Pérez il 9 settembre 2006 (partita pareggiata 1-1 contro il Belgrano).
La permanenza in Primera División però è durata soltanto una stagione, retrocedendo subito a causa della sconfitta nello spareggio contro l'Huracán. El Tomba è riuscito comunque a ritornare al massimo campionato nazionale argentino nella stagione 2007-08.
Al campionato di Clausura 2010 risale il miglior risultato del Godoy Cruz: sotto la guida del tecnico Omar Asad, el Tomba ha raggiunto la terza posizione finale ed è riuscito a stabilire il record di punti (37) per una squadra indirettamente affiliata all'AFA (con questo si intendono le squadre amministrate dal Consiglio Federale dell'AFA data la loro sede al di fuori di Buenos Aires e della sua area metropolitana, e delle regioni di Rosario e Santa Fe). Questi risultati hanno permesso al Godoy Cruz di esordire nella Coppa Libertadores (edizione 2011): il debutto nella massima competizione sudamericana per club è avvenuto nel febbraio 2011, battendo il Liga de Quito 2-1.

## Organico

### Rosa 2023-2024
Aggiornata al 18 settembre 2024.
| N. |                        | Ruolo | Calciatore       |
| -- | ---------------------- | ----- | ---------------- |
| 1  | Argentina (bandiera)   | P     | Roberto Ramírez  |
| 2  | Argentina (bandiera)   | D     | Gonzalo Goñi     |
| 3  | Argentina (bandiera)   | D     | Leonel González  |
| 4  | Argentina (bandiera)   | D     | Pablo Peña       |
| 5  | Perù (bandiera)        | C     | Wilder Cartagena |
| 6  | Argentina (bandiera)   | D     | Ian Escobar      |
| 7  | Argentina (bandiera)   | A     | Victorio Ramis   |
| 8  | Argentina (bandiera)   | D     | Gabriel Carrasco |
| 9  | Argentina (bandiera)   | A     | Tomás Badaloni   |
| 10 | Argentina (bandiera)   | C     | Valentín Burgoa  |
| 11 | Argentina (bandiera)   | C     | Jalil Elías      |
| 12 | Stati Uniti (bandiera) | P     | Matías Soria     |
| 13 | Argentina (bandiera)   | A     | Nahuel Ulariaga  |
| 14 | Argentina (bandiera)   | D     | Marcelo Herrera  |
| 15 | Argentina (bandiera)   | A     | Matías González  |
| 16 | Argentina (bandiera)   | C     | Agustín Manzur   |
| 17 | Argentina (bandiera)   | A     | Martín Ojeda     |

| N. |                      | Ruolo | Calciatore         |
| -- | -------------------- | ----- | ------------------ |
| 19 | Argentina (bandiera) | C     | Fabián Henríquez   |
| 20 | Argentina (bandiera) | A     | Alan Cantero       |
| 21 | Argentina (bandiera) | D     | Elías Pereyra      |
| 22 | Argentina (bandiera) | D     | Gianluca Ferrari   |
| 23 | Argentina (bandiera) | P     | Nelson Ibáñez      |
| 24 | Argentina (bandiera) | D     | Zaid Romero        |
| 25 | Argentina (bandiera) | P     | Juan Cruz Bolado   |
| 26 | Argentina (bandiera) | D     | Damián Pérez       |
| 27 | Argentina (bandiera) | A     | Sebastián Lomonaco |
| 28 | Argentina (bandiera) | C     | Renzo Tesuri       |
| 29 | Argentina (bandiera) | D     | Hugo Silva         |
| 30 | Argentina (bandiera) | C     | Juan Andrada       |
| 31 | Argentina (bandiera) | C     | Agustín Álvarez    |
| 32 | Argentina (bandiera) | C     | Gonzalo Abrego     |
| 34 | Argentina (bandiera) | C     | Luciano Pizarro    |
|    | Argentina (bandiera) | C     | Franco González    |
|    | Argentina (bandiera) | D     | Guillermo Ortiz    |

## Rose delle stagioni precedenti
- 2012-2013

## Palmarès

### Competizioni nazionali
- Primera B Nacional: 1

2005-2006

### Altri piazzamenti
- Campionato argentino:

Secondo posto: 2016 (Zona A), 2017-2018
Terzo posto: Clausura 2010, Clausura 2011
- Primera B Nacional:

Secondo posto: 2007-2008
- Copa de la Liga Profesional:

Semifinalista: 2023